# Ana Joaquina dos Santos e Silva
Ana Joaquina dos Santos e Silva, född 1788, död 1859, var en portugisisk affärsidkare. Hon har kallats den rikaste affärsidkaren i Angola på sin tid. Hon var slavhandlare, penningutlånare och köpman.
Hon tillhörde en afroportugisiska klass som hade en ledande ställning i portugisiska Luanda, där européer utgjorde knappt tusen personer. Portugal förbjöd formellt slavhandeln 1836, men lät den i praktiken fortsätta i Angola, vars ekonomi var kraftigt dominerat av slavhandeln till Brasilien, som upplevde en häftig uppgång under 1830- och 40-talen. Ana Joaquina dos Santos e Silva blev synlig som affärsidkare på 1830-talet och var då en av kolonins största slavhandlare. Hon kom att äga ett flertal plantager för socker och kaffe, varav en med ett palats som bostad, och ett trevåningspalats i Luanda som sedan blev museum. När Brasilien förbjöd slavhandeln år 1850, och slavhandeln i praktiken dog ut, hade hon etablerat sig som bankir och gjort investeringar i andra verksamheter, lånade pengar till köpmän och myndigheter och skötte transportverksamhet. Hon investerade även i upptäcktsresanden Joaquim Rodrigues Gracas expedition till det inre av landet.